# 竹内民次郎
竹内 民次郎（たけうち たみじろう、旧姓・岩崎、1897年〈明治30年〉4月12日 - 没年不明）は、日本の酒造家（竹内本店）、政治家。

## 経歴
島根県能義郡宇賀荘村（現・安来市）に岩崎庫三郎の長男として生まれ、竹内信次郎の養子となる。1921年、家督を相続する。明治大学修業。
小学校訓導を経て酒造業を営む。町会議員、町信用組合理事、出雲銀行取締役などをつとめる。

## 人物
宗教は浄土宗。趣味は文学。住所は島根県大原郡加茂町（現・雲南市）。

## 家族・親族
竹内家
- 養父・信次郎（島根平民、簸上鉄道監査役[4]、地主[注 1]） - 金藤友十の二男で、竹内幾左衛門の養子[4]。
- 妻・文子（1899年 - ?、島根、石橋長右衛門の長女）[1][3]
- 長男[1]
- 二男[1]
- 三男[1]
- 養子[3]

親戚
- 岳父・石橋長右衛門（大地主、雲陽実業銀行取締役）